# 新棉街道
新棉街道，原为新棉镇，是中华人民共和国四川省雅安市石棉县下辖的一个乡镇级行政单位。2019年12月，撤销棉城街道和新棉镇，设立新棉街道，以原棉城街道和原新棉镇所属行政区域为新棉街道的行政区域。

## 行政区划
新棉镇下辖以下地区：
城北村、东区村、礼约村、顺河村、向阳村和安靖村。